# Trachinotus goodei
 Trachinotus goodei és una espècie de peix de la família dels caràngids i de l'ordre dels perciformes.

## Morfologia
Els mascles poden assolir els 50 cm de longitud total.

## Distribució geogràfica
Es troba des de Massachusetts, Bermuda i el Golf de Mèxic fins a l'Argentina.